# Малюк-каратист 4
Малю́к-карати́ст 4 (англ. The Next Karate Kid) — американський бойовик.

## Сюжет
Містер Міяґі бере до себе на виховання і навчання дівчину. Його нова учениця — онука американського солдата, який врятував Міяґі життя під час Другої світової війни. У Джулі погані справи в школі, з матір'ю вона не ладнає, влізла в неприємну історію з хуліганами і розлютилася на весь світ. Міяґі допоможе Джулі позбутися почуття гніву і вкладати максимальну силу в свій удар. Джулі доведеться нелегко, адже крім своїх ворогів, шкільних хуліганів, вона муситиме битися з їхнім дорослим ватажком, шкільним тренером і лиходієм.

## У ролях
| Актор               | Роль                 |
| ------------------- | -------------------- |
| Пет Моріта          | сержант Кесукі Міяґі |
| Гіларі Свонк        | Джулі Пірс           |
| Майкл Айронсайд     | полковник Дуган      |
| Констанс Тауерс     | Луїза Пірс           |
| Кріс Конрад         | Ерік МакГоверн       |
| Арсеніо Трінідад    | Еббот                |
| Майкл Кавалері      | Нед                  |
| Волтон Гоггінс      | Чарлі                |
| Джим Ішіда          | високий монах        |
| Родні Кагеяма       | монах                |
| Сет Сакаі           | буддійський монах    |
| Юджин Боулс         | містер Гарольд Вілкс |
| Кеена Кіл           | працівник школи      |
| Том О'Брайен        | Гейб                 |
| Томас Дауні         | Морган               |
| Брайан МакГрейл     | Ті Джей              |
| Вейн Чоу            | рознощик піци        |
| Деніел Інуе         | сенатор              |
| Гюстав Джонсон      | Вайсон               |
| Брайан Сміар        | О'Коннор             |
| Крістофер Бім       | Весткотт Бой         |
| Ерік Бім            | Весткотт Бой         |
| Скотт Паудерлі      | Весткотт Бой         |
| Девіс Робінсон      | Леон                 |
| Ентоні Ежарке       | Ерні                 |
| Стівен Марк Фрідман | Тед                  |
| Крістофер Вайлдер   | Роланд               |
| Аннетт Міллер       | продавчиня           |
| Бад Екінс           | Джек Рассел          |
| Пол Бронк           | Ларрі Таунс          |
| Фред Фонтана        | Дасті                |